# Audrius Šlekys
Audrius Šlekys (ur. 2 kwietnia 1975 w Kownie, zm. 27 lipca 2003 w Žiegždriai) – litewski piłkarz występujący na pozycji napastnika. Jednokrotny reprezentant Litwy. Król strzelców A lygi w sezonie 2002.